# Quint Serveu
Quint Serveu (en llatí Quintus Servaeus) era un magistrat romà dels segles I aC i I.
Va ser nomenat pretor, probablement l'any 17, i governador romà de la Commagena, durant el regnat de Tiberi, l'any 18. Era amic de Germànic Cèsar i a la mort d'aquest, Serveu va ser un dels acusadors de Gneu Calpurni Pisó l'any 20, del que es sospitava que havia enverinat Germànic. Va estar implicat en la caiguda de Sejà l'any 31, i va ser acusat i condemnat, però es va salvar a canvi de convertir-se en informador.